# Vasil Krichevski
Vasil Grigorovich Krichevski (en ucraniano: Василь Григорович Кричевський; Vorozhbá, 12 de eneor de 1873 - Caracas, 12 de noviembre de 1952) fue un pintor, arquitecto, estudioso del arte, artista gráfico, consultor de arte cinematográfico, pedagogo y maestro en artes aplicadas y decorativas ucraniano. Es el diseñador del escudo de armas, los sellos estatales y los billetes de banco de Ucrania de 1918. Era hermano del pintor ucraniano Fedir Krichevski.

## Biografía
Vasil Krichevski nació en el pueblo de Vorozhbá (cerca de Lebedín) en una familia de ocho hijos, siendo él el mayor. Su padre, Grigori Yakimovich Krichevski, era un médico estatal del condado de ascendencia judía que se convirtió al cristianismo ortodoxo y se casó con una mujer ucraniana, Praskovia Grigorivna. Entre 1889 y 1892 estudió arquitectura en la Universidad Técnica de Járkov y luego trabajó brevemente en empresas de construcción y estudios de arquitectura y de 1893 a 1902 en un conocido estudio de arquitectura de Járkov.
Krichevski tenía poca educación formal, pero un profundo interés por el folclore y la historia del arte ucranianos. Durante la Primera Guerra Mundial, fue uno de los fundadores y rectores de la Academia Estatal de Artes de Ucrania. En la década de 1920 enseñó en el Instituto de Artes Plásticas de Kiev, el Instituto de Arquitectura de Kiev. Entre los estudiantes se encuentra Josef Karakis, que estudió con Krichevski "el interior de edificios residenciales y públicos", así como técnicas de pintura. Luego enseñó en la Escuela de Arte de Odesa y trabajó en el departamento de arquitectura del Instituto Estatal de Arte de Kiev hasta 1941.
En la primavera de 1940, se mostraron 1.055 piezas de sus composiciones del período comprendido entre 1892 y 1940 en una gran exposición individual en Kiev. Ese mismo año, junto con su hermano Fedir, recibió los títulos de Artista del Pueblo de la URSS y Doctor en Bellas Artes.
Krichevski se mudó a Leópolis en 1943, donde fue nombrado rector de una nueva escuela de arte ucraniana, que finalmente se convirtió en la Academia Nacional de Artes de Leópolis. En 1945 fue elegido miembro honorario de la Academia de Artes y Ciencias de Ucrania en el exilio. Después de la Segunda Guerra Mundial, vivió brevemente en París antes de emigrar a Sudamérica en 1948. Murió en Caracas, capital de Venezuela, el 15 de noviembre de 1952. Sus restos fueron trasladados en 1975 al cementerio de la Iglesia Memorial de San Andrés en South Bound Brook, Nueva Jersey, Estados Unidos.

## Obras
Krichevski obtuvo reconocimiento público por primera vez en 1903 cuando ganó el concurso de arquitectura para construir el edificio Zemstvo de Poltava (ahora Museo de Estudios Regionales de Poltava). Su diseño del edificio se basó en las tradiciones de la arquitectura popular ucraniana.
Como pintor, creó en total unas 3.000 pinturas, dibujos, diseños ornamentales y portadas de libros. Su obra estuvo influenciada por el impresionismo francés.
A petición del presidente Mijailo Hrushevski, Krichevski diseñó los emblemas y sellos estatales de la República Popular de Ucrania, así como los billetes de la República. Krichevski era un coleccionista y estudioso del arte popular ucraniano y promovía este tipo de artesanías entre la gente común.
De 1907 a 1910, Krychevsky diseñó decorados y vestuario para más de 15 obras de teatro y óperas, incluidas Bogdán Jmelnitski de Mijailo Staritski y La novia vendida de Bedřich Smetana. De 1917 a 1918 trabajó en el Teatro Nacional de Ucrania.
En varios proyectos, Krichevski trabajó junto con otro arquitecto ucraniano, Petró Kostirko, quien en 1960 reconstruyó el antiguo edificio de la Administración de la Gobernación de Poltava. Algunas de sus obras están presentes en el extranjero, el mayor conjunto de obras se encuentra en el Museo Ucraniano de Nueva York.

## Galería

Escudo de la República Popular de Ucrania (1917)
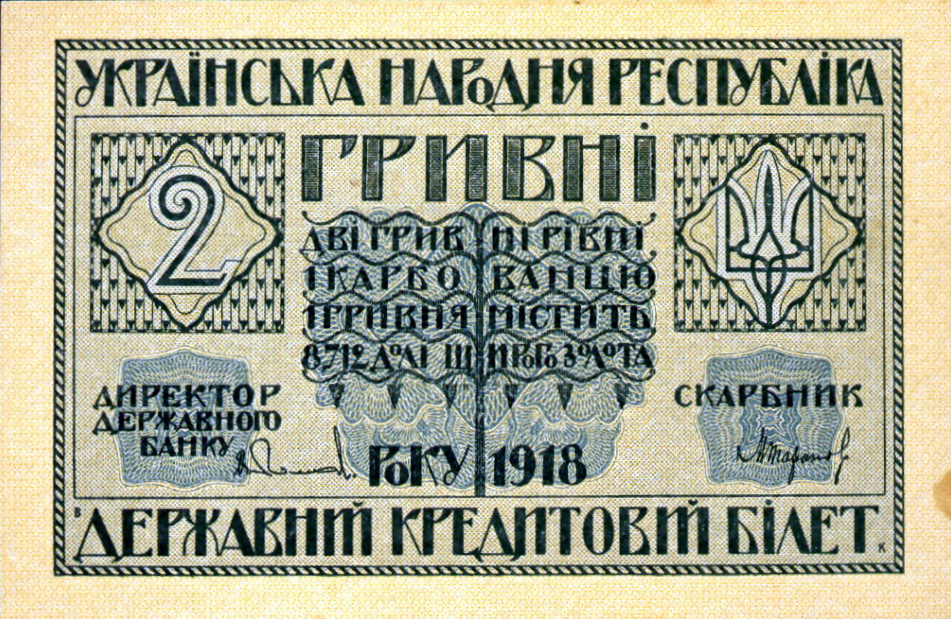
Billete de 2 grivnas (1918)
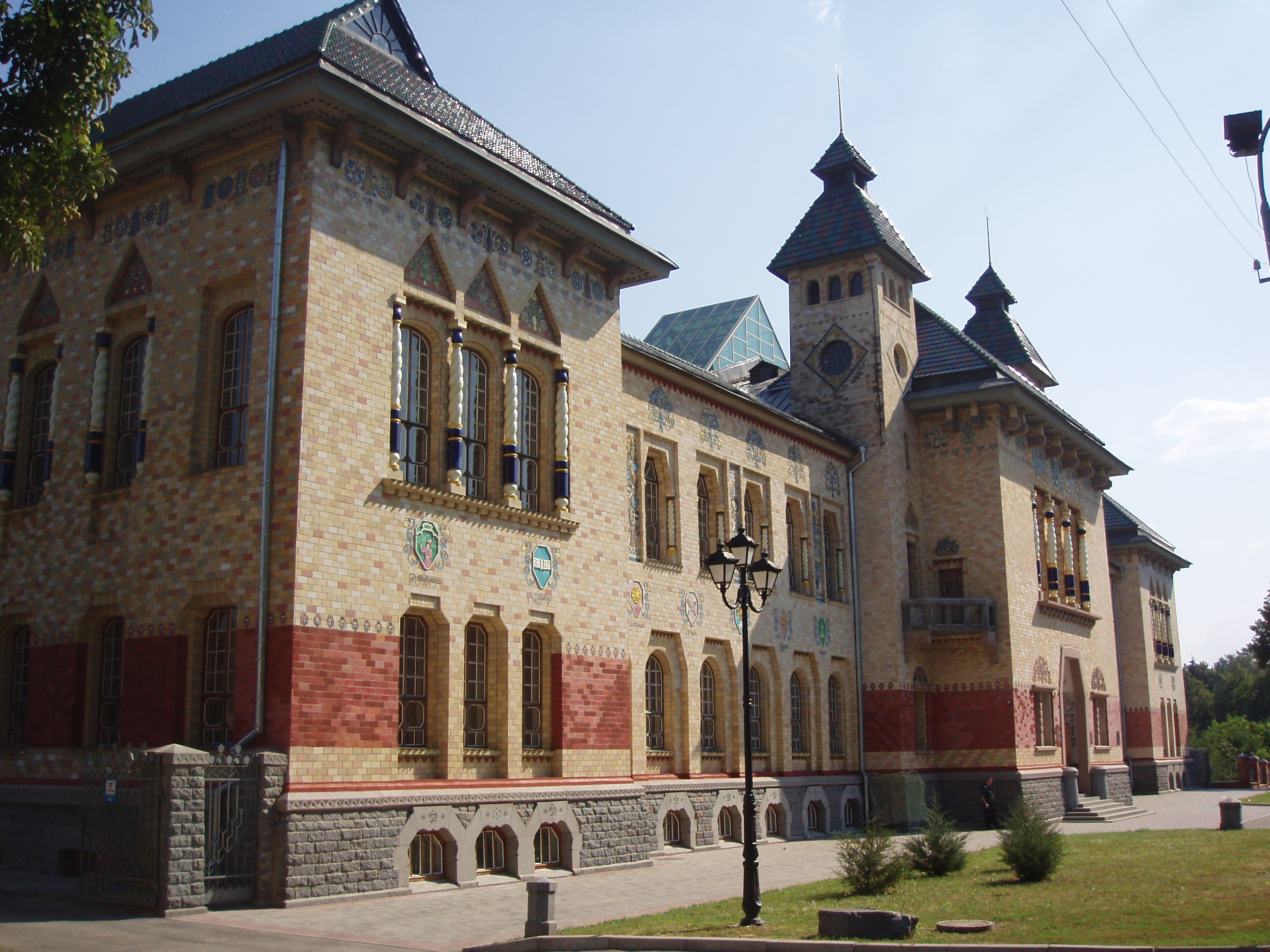
Edificio administrativo de la gobernación de Poltava (1903)
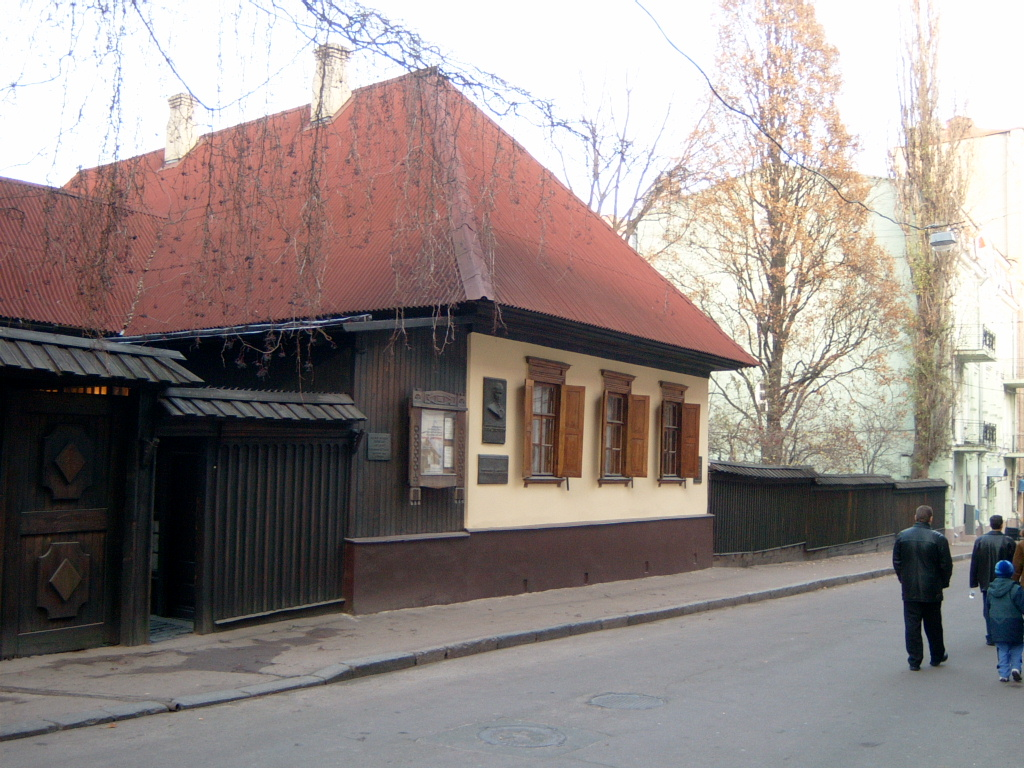
Museo Shevchenko (1928)
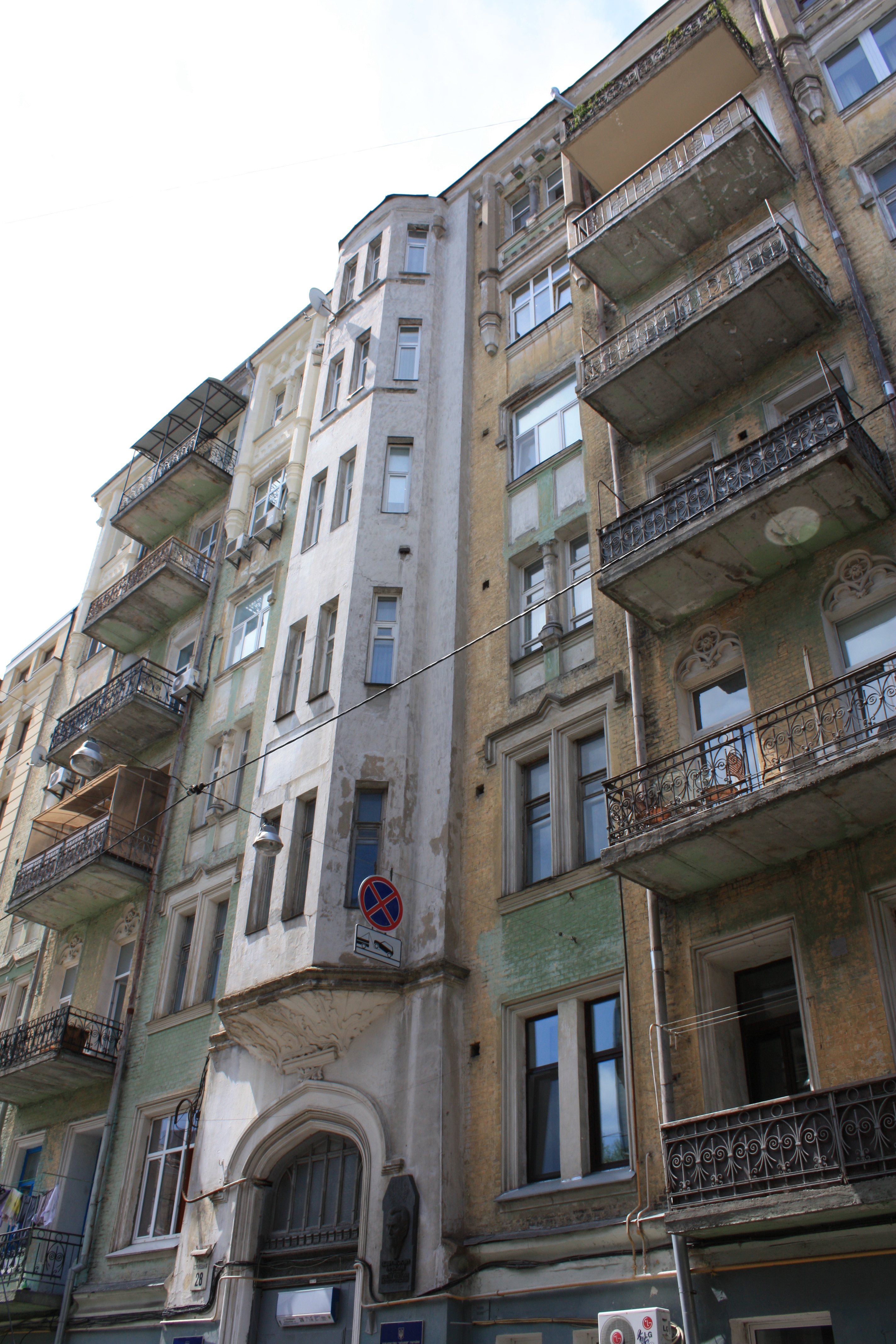
Bloque de pisos en Kiev